# دشتدال
دشتدال، روستایی از توابع بخش سیمکان شهرستان جهرم در استان فارس ایران است.

## جمعیت
این روستا در دهستان پشت پر قرار دارد و براساس سرشماری مرکز آمار ایران در سال ۱۳۸۵، جمعیت آن ۱۸۱ نفر (۴۱خانوار) بوده‌است.